# Caudier
Caudier var ett italiskt folk som talade oskiska. Caundierna ett av de fyra samnitiska folken, och de västligaste av dem, och därmed den samnitiska stam som påverkades mest av de greker som bodde i Kampanien. Det råder osäkerhet om hur stort det caudiska området var, och man tror idag att området gick utöver huvudstaden Caudium (dagens Montesarchio) och dess närmaste omgivningar. Andra caudiska städer var Caiatia (dagens Caiazzo), Trebula Balliensis och Cubulteria.
Eftersom romarna i sina skildringar av de samnitiska krigen inte skiljer mellan de olika samnitiska stammarna är det svårt att se vilken roll caudierna spelade i de krigen. Däremot vet man att mycket stridigheter ägde rum på det område som caudierna bebodde. Man vet också att förhandlingarna efter Slaget vid Caudinska passen (321 f.Kr.) fördes med caudierna. Caudierna kuvades 275 f.Kr. av Lucius Cornelius Lentulus som därefter tog sig familjenamnet Caudinus.